# هری کوسل
هری کوسل (انگلیسی: Harry Counsell; ۱۰ آوریل ۱۹۰۹ – ژانویه ۱۹۹۰ (aged 80)) بازیکن فوتبال اهل بریتانیا بود.
از باشگاه‌هایی که در آن بازی کرده‌است می‌توان به باشگاه فوتبال کلیترو، باشگاه فوتبال نلسون، باشگاه فوتبال لانکستر، و باشگاه فوتبال چورلی اشاره کرد.